# L. Scott Caldwell
L. Scott Caldwell (ur. 17 kwietnia 1950 roku w Chicago, Illinois, USA) – amerykańska aktorka.

## Wybrana filmografia
- 2006: Gang z boiska jako Bobbi Porter
- 2004–2006: Zagubieni jako Rose
- 2003: Sędziowie z Queens jako Sędzia Rose Barnea
- 2002: Znamię jako Pielęgniarka
- 2000: City of Angels jako Angela Patterson
- 1999: Ostatni mężczyzna jako Profesor Ester
- 1997: Weapons of Mass Distraction jako Senator Condon
- 1995: W bagnie Los Angeles jako Hattie Parsons
- 1995: System jako Obrońca
- 1995: Down Came a Blackbird jako Cerises
- 1993: Ścigany jako Poole
- 1993: For the Love of My Child: The Anissa Ayala Story jako Rita